# مسار الإمبراطورية

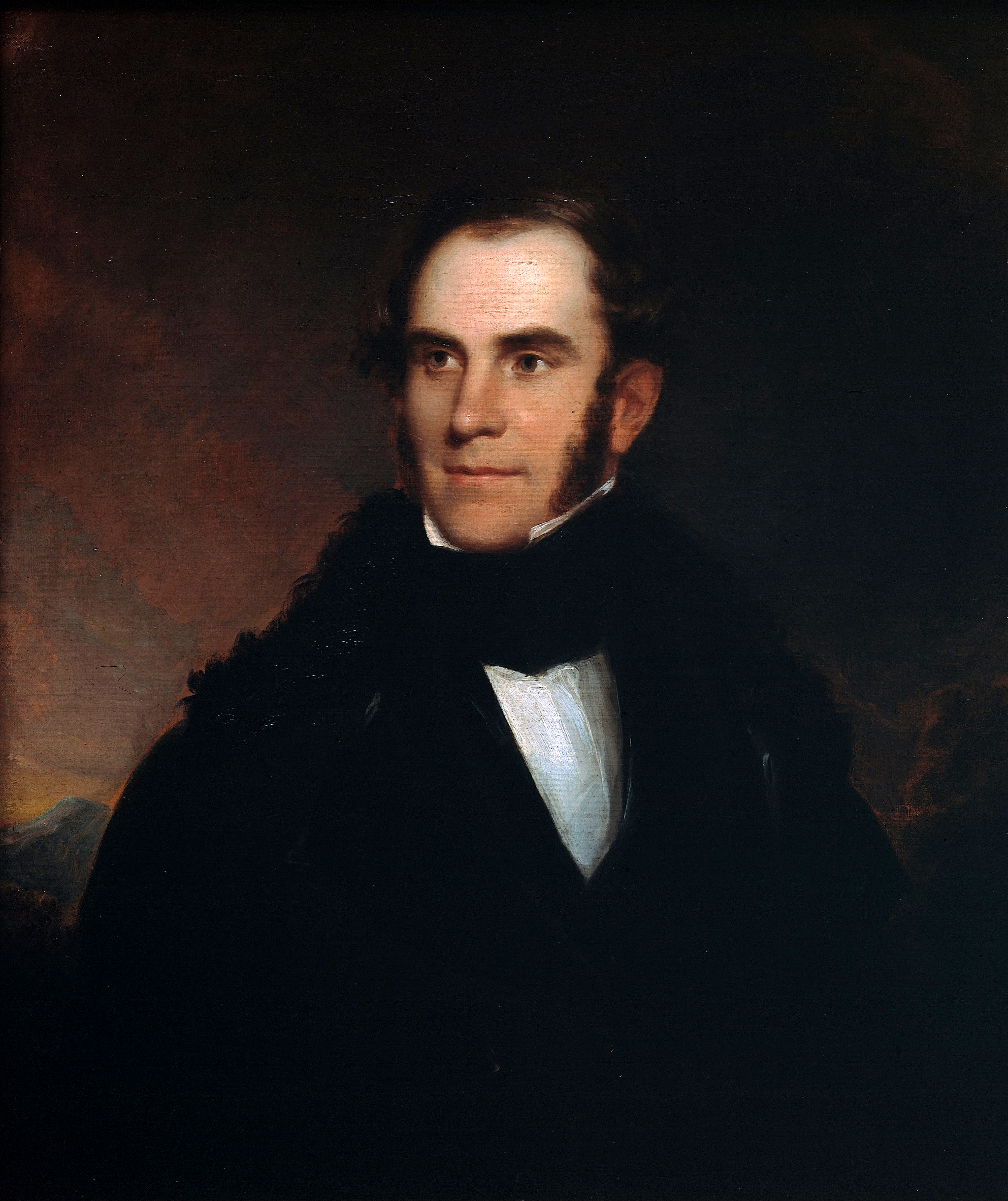
توماس كول، لوحة رسمها آشر دوراند في 1837.

مسار الإمبراطورية هو سلسلة من خمس لوحات لتوماس كول رسمها بين 1833 و1836. اكتسبت اللوحات صيتًا لأنها كانت تعكس المشاعر الأمريكية في ذلك الحين، متمثلة في اعتقادهم أن الزراعة الرعوية هي المرحلة المثالية في الحضارة البشرية، خوفًا من أن تؤدي الحضارة إلى النهم والانهيار المحتوم. اعتاد كول استخدام الدورات الزمنية كثيرًا كما في سلسلة رحلة الحياة. يشمل مسار الإمبراطورية الأعمال التالية: الحالة البدائية، الحالة الرعوية أو الريفية، كمال الإمبراطورية، الدمار، الخراب. يبلغ مقاس كل اللوحات 100 سم في 161 سم ما عدا لوحة كمال الإمبراطورية التي تبلغ 130 سم في 193 سم.

## نظرة عامة
تصف سلسلة اللوحات نمو وانهيار مدينة خيالية على النهاية العليا لوادي نهر ما قرب التقائه بالبحر. يمكن ملاحظة الوادي في كل اللوحات، بسبب أثر غير شائع: صخرة ضخمة فوق جرف يطل على الوادي. يعتقد بعض النقاد أن ذلك مقصود ليعبر عن ثبات كوكب الأرض والطبيعة وتبدل الإنسان.

أحد مصادر الإلهام المباشرة للوحات مسار الإمبراطورية هي رحلات تشايلد هارولد لجورج غوردون بايرون (1812-1818). أورد كول بعض الاقتباسات من كانتو الخامس في إعلان الجريدة الخاص بالسلسلة:
أولا الحرية ثم المجد، وعندما يفشل ذلك فالثروة والرذيلة والفساد.
رسم كول هذه اللوحات لكي تُعرض بصورة دائمة في معرض لوحات في الدور الثالث من مبنى الراعي المالي له لومان ريد في 13 شارع جرينويش بمدينة نيويورك.

## مسار الإمبراطورية

### الحالة البدائية
تُظهر اللوحة الأولى، الحالة البدائية، الوادي من الساحل المقابل للجرف، في الضوء الخافت ليوم عاصف. تغطي السحب والغيوم معظم المشهد البعيد مشيرة للمستقبل غير الأكيد. يسرع جماعة من الصيادين مرتدين جلودًا خلال البرية بحثا عن غزالة للطعام، بينما تجدف المراكب في النهر. على الساحل البعيد يمكن رؤية جماعة مجتمعين حول نار، التي ستصبح نواة للمدينة المستقبلية. المصدر البصري للوحة هي الحياة البدائية في أمريكا الشمالية. تشير اللوحة إلى الحالة المثالية للعالم الطبيعي، غير الملوث بالبشر.

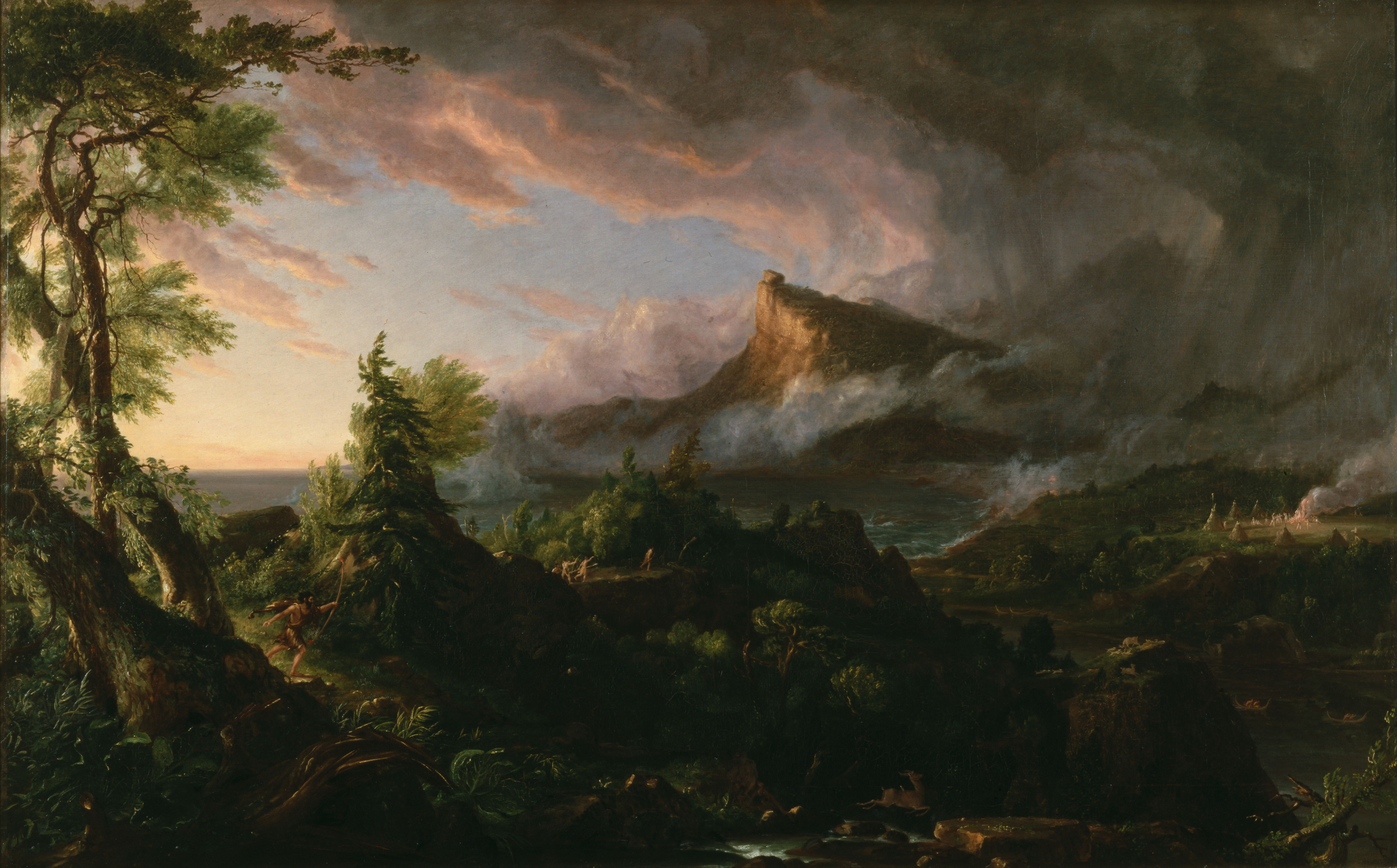
الحالة البدائية، لوحة زيتية (100 سم في 161 سم).

### الحالة الرعوية أو الريفية
في اللوحة الثانية، الحالة الرعوية أو الريفية، أصبحت السماء صافية وانتقلنا إلى نور الصباح النقي ليوم صيفي أو ربيعي. انتقلت منظور اللوحة قليلا على طول النهر. تحولت معظم البرية إلى أراضٍ سهلية بحقول محروثة وعشب. نرى العديد من النشاطات في الخلفية: الحرث وبناء السفن ورعي الغنم والرقص. في يسار اللوحة، يظهر رجل عجوز يرسم بعصا ما قد يكون مسألة هندسية. قرب النهر، يمكننا أن نرى معبدًا يتصاعد منه الدخان (من تضحية دينية غالبًا). تشير اللوحة إلى اليونان القديمة قبل الحضرية، وتظهر البشر في حالة سلام مع الطبيعة. تغيرت البيئة ولكن ليس بصورة كبيرة تضع ساكنيها في خطر. إلا أن بناء سفينة حربية والأم التي تراقب ابنها يرسم جنديًا يبوحان بالطموح الإمبراطورية.

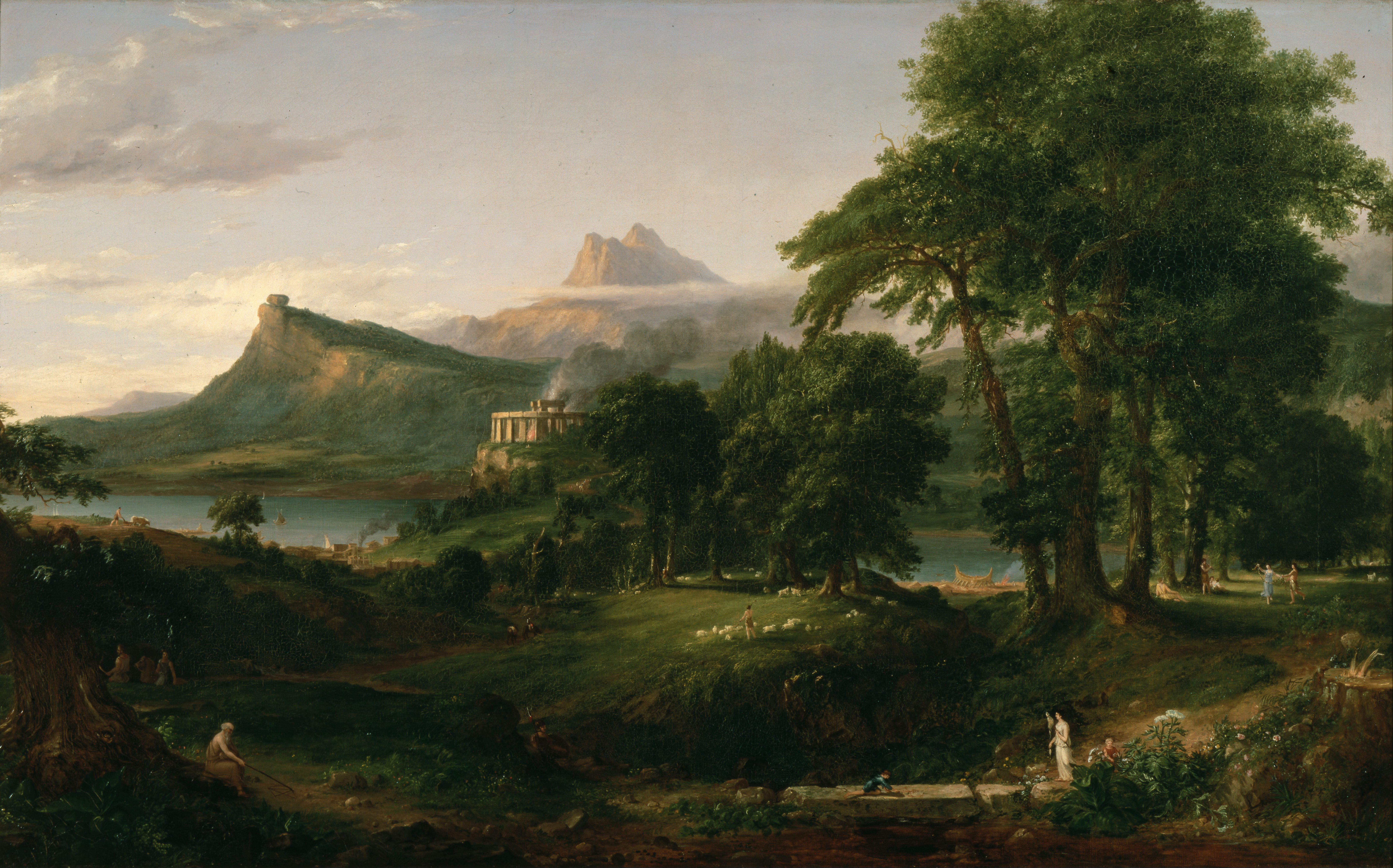
الحالة الرعوية أو الريفية، لوحة زيتية (100 سم في 161 سم).

### كمال الإمبراطورية
تنقل اللوحة الثالثة، كمال الإمبراطورية، المنظور إلى الساحل المقابل في ذروة يوم صيفي مجيد. نرى ساحلي النهر مغطيين بمبانٍ رخامية معمّدة تهبط درجاتها إلى المياه. يبدو أن المعبد قد تحول إلى مبنى ضخم بقبة يهيمن على جرف النهر. يحمي مخرج النهر فناران وتبحر السفن من وإلى النهر. يجتمع حشد سعيد في الشرفات بينما يعبر ملك أو قائد عسكري منتصر جسرًا يربط ضفتي النهر في موكب. في الخلفية، تتدفق نافورة بإسهاب. تشير اللوحة غالبًا إلى روما القديمة. يشير الانحلال الظاهر في كل تفاصيل اللوحة إلى الانهيار المحتوم لهذه الحضارة المجيدة.

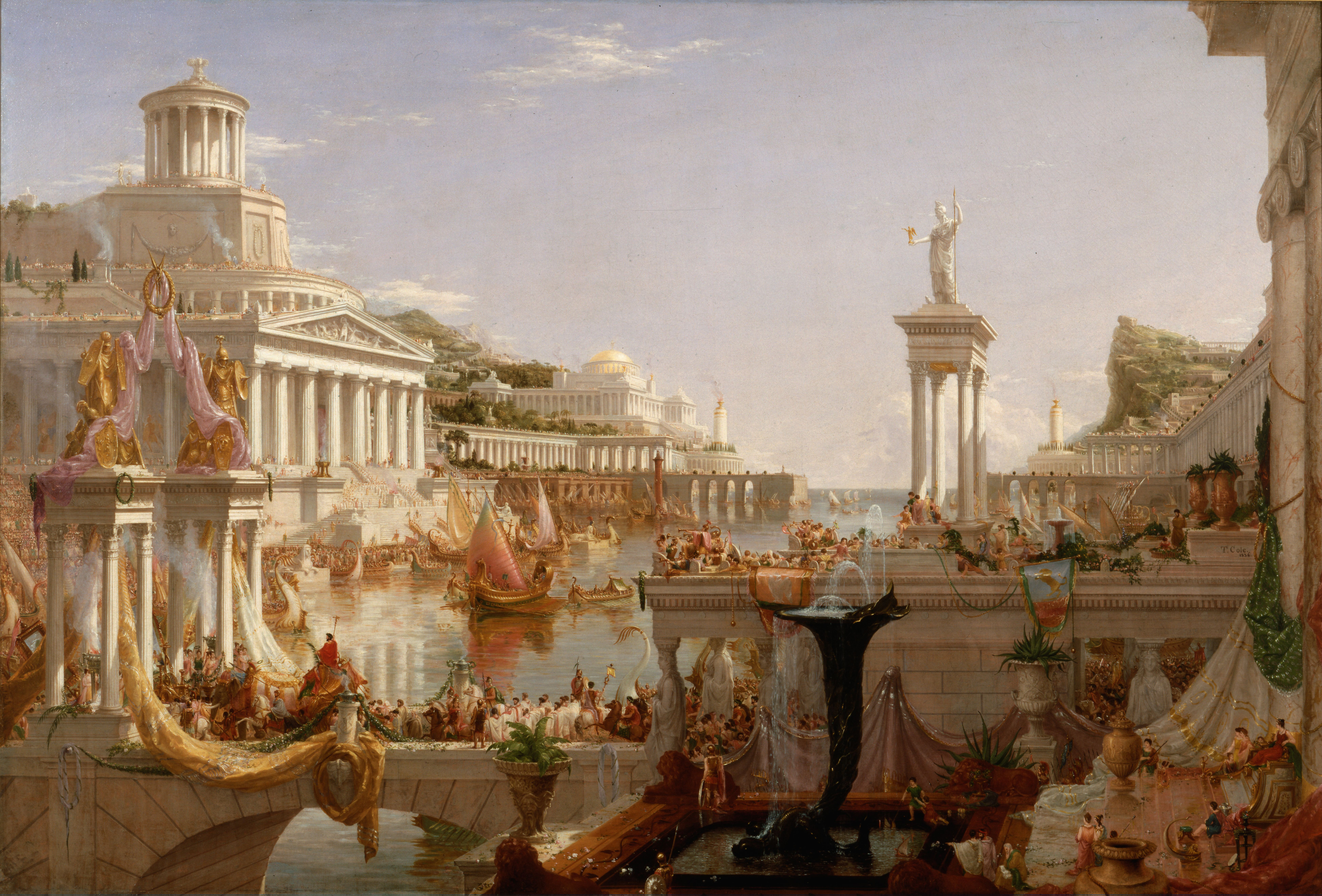
كمال الإمبراطورية، لوحة زيتية (130 سم في 193 سم).

### الدمار
للوحة الرابعة، الدمار، نفس منظور اللوحة الثالثة تقريبًا، وإن كان الفنان قد رجع بالمنظور قليلا للخلف ليسمح بتمثيل مشهد أوسع، وانتقل تقريبًا إلى وسط النهر. المشهد هو نهب ودمار المدينة في وسط عاصفة نراها في الأفق. يبدو أن أسطولا من مقاتلي العدو قد أبادوا دفاعات المدينة، وأبحروا بطول النهر، لينهبوا المدينة ويقتلوا ساكنيها ويغتصبوا نساءهم. الجسر الذي مر عليه الموكب منتصرًا في اللوحة السابقة قد انهار، كما انهارت الأعمدة واشتعلت النيران في سطح القصر على حافة النهر.
في مقدمة اللوحة، يظهر تمثال لبطل عظيم يقف مثل محاربي الرومان ولكن دون رأسه، ولا يزال مائلا للأمام نحو المستقبل المجهول. في الضوء الخافت في نهاية النهار، الجثث مبعثرة في مكان سقوطها، في النوافير وعلى المباني التي بُنيت احتفالا برخاء الإمبراطورية التي سقطت الآن. قد يكون المشهد مستوحى من نهب الوندال لروما في 455.

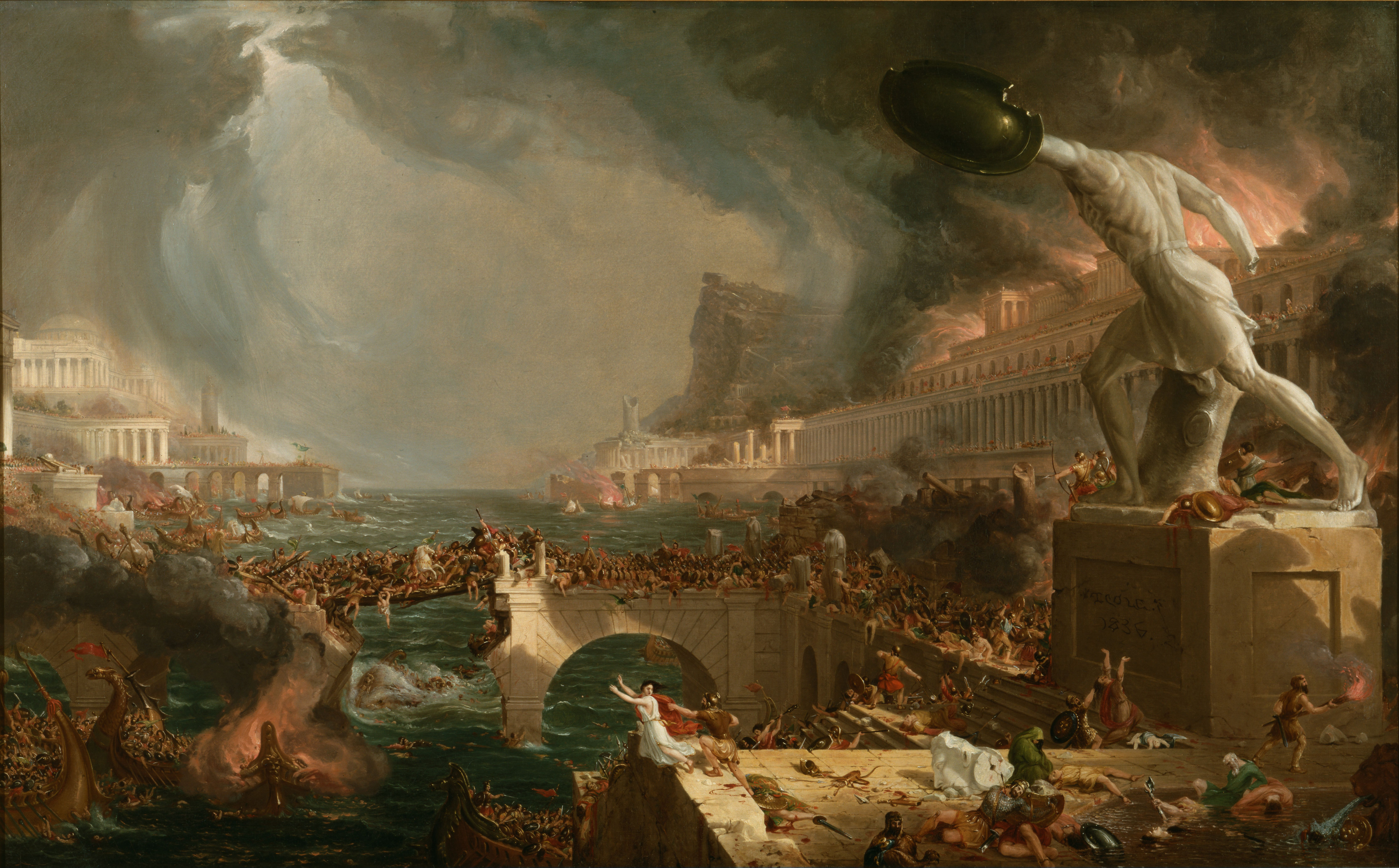
الدمار، لوحة زيتية (100 سم في 161 سم).

### الخراب
تُظهر اللوحة الخامسة، الخراب، النتائج بعد عدة عقود. نرى أطلال المدينة في الضوء الشاحب لغروب الشمس. بدأ المشهد في العودة إلى البرية دون أي بشر فيه، غير أن أطلال عمارة البشر تبزغ من بين الأشجار. نقطة تركيز المشهد في العمود الذي أصبح الآن عشًا للطيور. ينعكس شروق الشمس في اللوحة الأولى في شروق القمر هنا، الذي ينعكس في النهر الممتلئ بالأطلال الآن. تشير اللوحة الكئيبة إلى مصير كل الإمبراطوريات بعد سقوطها. مستقبل قاسٍ محتمل لدمار البشرية لذاتها.

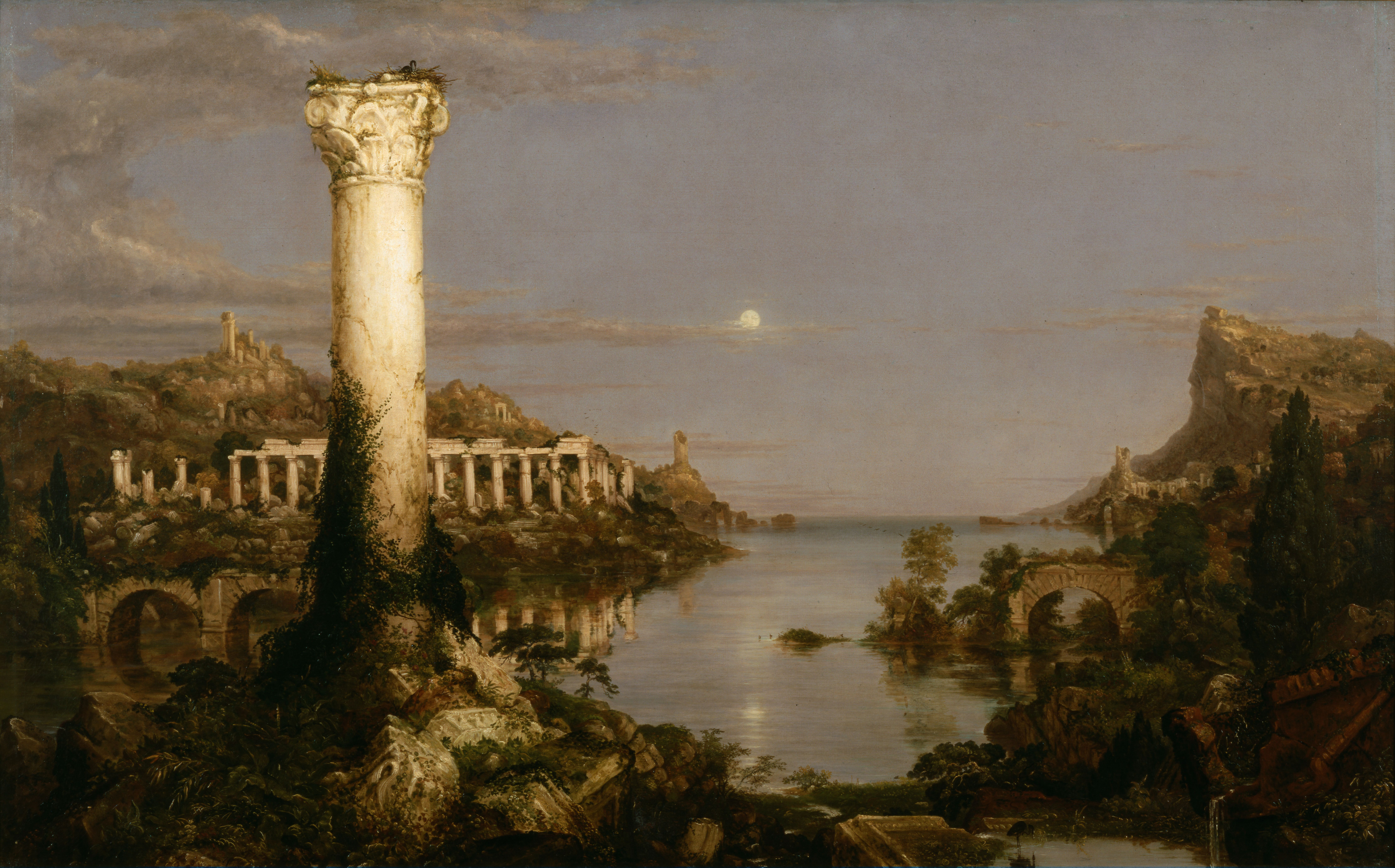
الخراب، لوحة زيتية (100 سم في 161 سم).

## التعليق
تعكس هذه الدورة تشاؤم كول، وتُرى عادة على أنها تعليق على أندرو جاكسون والحزب الديمقراطي. إلا أن بعض الديمقراط لهم نظرية أخرى وهي أن للأمم مسار كالمقذوف لأعلى وليس كدورة. علق ليفي وودبري، الديمقراطي والقاضي في المحكمة العليا للولايات المتحدة، بأنه لن يكون هناك دمار للولايات المتحدة أبدًا.